# 中國—挪威關係
中国—挪威关系（挪威語：Forholdet mellom Kina og Norge），简称中挪关系，是指歷史上的中國和挪威（包括現在中华人民共和国和挪威王國）之間的雙邊關係。

## 歷史

### 1851－1943：二战前後
中國與挪威在清朝時已有交往。瑞典-挪威联盟在1851年与清朝建立外交关系，其後分別在广州和上海設置外交代表機構；瑞典-挪威聯合解體後，联盟駐上海代表機構的外交官成为挪威最早的駐外的人员之一。1905年到1906年间，端方和戴鸿慈等人率团訪問歐洲國家，期間曾到訪挪威最大城市奥斯陆；這趟外訪旨在考察西方世界的政治和技术，被認為是中国首次到挪威进行外交访问。
瑞典－挪威联盟在1847年與清朝订立了經貿協議:198；在清朝時，有挪威船隻到達中国的港口，而挪威船级社在1888年已開設驻中國的代表機構。上海的楊樹浦路設有一所挪威海员教堂，這座教堂曾是挪威海员生活和聚會的地方。有广东人在清朝末年到挪威经商，其後定居當地定居，亦有華人在挪威船隻上工作:3。
辛亥革命成功後，挪威在1913年10月承认中华民国:459。
第二次世界大戰期間，挪威全國均被納粹德國佔領，挪威流亡政府在英國伦敦成立；挪威流亡政府在1943年中旬決定把駐華公使馆升格为大使馆，而中华民国亦在伦敦設立駐挪威大使馆:95, 439。二戰時，有挪威兒童随父母來到陕西安康。他們曾遇上美国士兵醉酒闹事，該童的母亲於是把美国士兵接到家中，为他們度過圣诞节，美国士兵則向她了解安康的文化和風俗；此後，安康的美国士兵十分尊重当地平民，沒有再酒後闹事。這一家人與當地美軍相处得不錯，有美国士兵還把子弹壳、军用水壶、毛毯等物資給了那名挪威兒童。另一邊廂，抗日游击队東江縱隊曾營救最少兩名被囚挪威人:178。

### 1950－2010：建交、关系发展

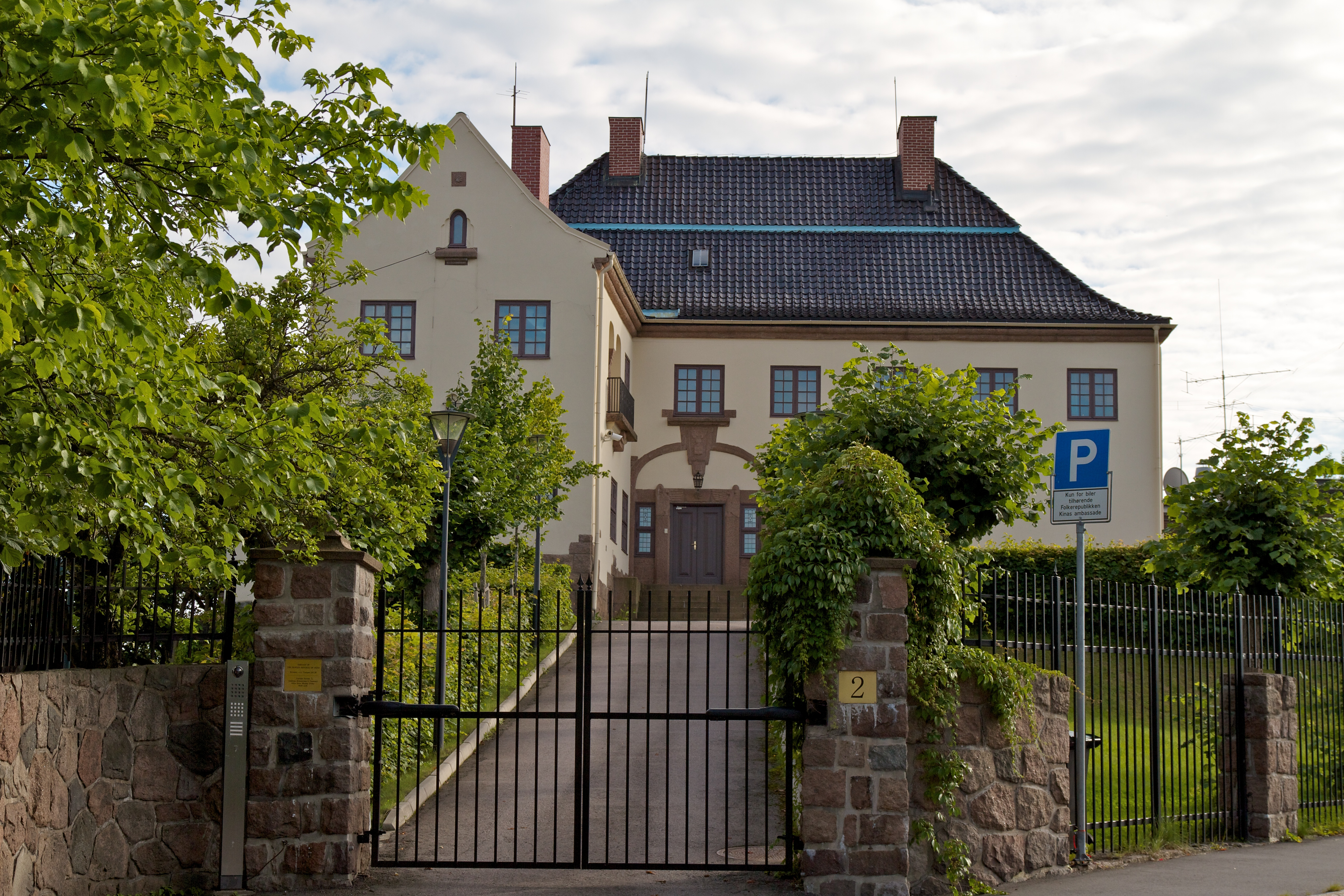
中国驻挪威大使馆

挪威在1950年1月6日与已退到台灣的中華民國断绝邦交，並在同年7日宣佈法律上承认中华人民共和国中央人民政府；但是，联合国安全理事会在同月13日討論是否驱逐中華民國派駐联合国的代表，挪威當時對相關議題投弃权票，引起中華人民共和國不滿，兩國建交谈判其後被搁置。1950年，挪威一知名报纸刊登了针对毛泽东的讽刺漫画，中方对此十分不满，并对挪威采取了制裁措施。1953年12月，挪威方面致函中華人民共和國有關官員，指出該國亦有在联合国大會反对美國要求延遲讨论中国代表权问题的提案；挪威又在1954年1月向中華人民共和國提交备忘录，指兩國建交的时机已成熟。其後，中華人民共和國證實挪威的確有反对延遲讨论中国代表权问题，遂在1954年10月5日與後者建立外交關係，1955年起开始互派大使。
1960年代之前，两国建交之初交往并不频繁。1958年，挪威议会外交宪法委员会主席芬·穆（Finn Moe）受中国人民外交学会邀请访华，期间与中国国务院总理周恩来和全国人大常委会副委员长林伯渠会面，是为两国高层互访之始。1970年代后，两国互访开始增加。1973年和1978年，两任挪威外交大臣先后分别访华。1979年，中国国务院副总理耿飚出访挪威，成为首个访问挪威的中国高层官员。之后两国高层互访不断增加，直至2010年后两国关系恶化后，高层官方互访才中断。2010年之前，两国在经济、科技、文化、军事等多方面展开合作，关系发展良好。

### 2010－2016：关系恶化
2010年，挪威諾貝爾委員會決定諾貝爾和平獎頒給中國持不同政见者劉曉波。中華人民共和國不滿有關決定，認為劉曉波是違反法律的罪犯，其行為不符合諾貝爾和平獎的宗旨，又批評委員會此舉損害中華人民共和國與挪威的邦交；时任驻挪威大使唐国强也声明要求挪威政府为此道歉。挪威方面则认为諾貝爾委員會独立于挪威政府之外，不受政府干涉；挪威政府仍希望继续与中国保持良好关系，但不会就诺贝尔奖道歉。兩國關係此後變得冷淡。
中華人民共和國在诺贝尔奖后立即中止了两国正在进行的渔业合作谈判及各领域交流活动，政治领域的会面被全部取消。中方还收紧了对进口挪威三文鱼的限制，甚至一度全面禁止从挪威进口三文魚。2010年时，中国进口三文鱼中92%来自挪威，到2013年时这一比例已大幅降至29%。同时中国也提高了对挪威其他产品的贸易限制。2012年，挪威前首相謝爾·馬格納·邦德維克计划到中国参加国际会议遭到拒签，其他众多挪威公民在申请中国签证时也频频被拒。2012年1月，有“外交部门高层消息”称挪威政府将阻止中国加入北极理事会，以作为对中国一系列行为的反制措施。但之后挪威政府又表示支持中国成为该组织观察员国。中方外交部对此回应称，两国关系能否改善的关键取决于挪威，继续要求挪威采取“切实措施”恢复两国关系。2012年12月，北京市政府出台新政，对部分国家公民提供72小時過境免簽證游览北京的待遇，其中包括大部分欧洲国家，但挪威公民被排除在这一名单之外。有报道称这一国家名单是由中国外交部拟定。
2013年，挪威政府换届，新首相埃尔娜·索尔伯格任命与中国关系密切的博尔格·布伦德为外交大臣，被视为缓解两国关系之举。中方则仍然称“中挪关系未走出困境”，并坚称两国关系恶化“责任不在中方”。期间有报道指出，挪威驻华大使司文任期已满，但挪威外交部担心中方会拒绝接受新大使的任命，因此一直未能任命新任驻华大使。2015年，挪威警察保安局在年度国家安全评估报告中将中国与俄罗斯并列为“威胁”，指责中国“在挪威境內非法收集情報”。挪威情报部门也谴责中国政府，称中方对挪威公司进行大规模网络黑客攻击，并有证据指明这些攻击受到中国政府的支持，意图窃取敏感数据和军事机密。这也是首次有北约国家明确指责中国政府与网络攻击有关。挪威当局还以危害国家安全為由，驱逐一名在當地留学的中國博士生。中国则回应称间谍活动的指控“毫无根据”，“充满冷战色彩”；还称驱逐留学生的行为“侵犯了中国留学生的基本权益”，并提出交涉。之后，奥斯陆地方法院裁定驱逐判决无效。
在两国关系恶化期间，挪威試圖改善其與中華人民共和國的關係。前挪威首相延斯·斯托爾滕貝格據說曾考慮向中華人民共和國道歉，但他後來改變主意；托爾比約恩·亞格蘭的諾貝爾委員會主席一職在2015年被撤銷，但中華人民共和國認為此舉對兩國關係不會有影響。同年，第十四世达赖喇嘛以個人身份訪問挪威，但該國的首相和外交大臣均沒有與他會面，中方对此表示了赞赏，但这一行为被挪威民众指责为“懦弱”。
2015年，两国在经济合作方面曾出现关系缓和的征兆。3月，中方以挪威产三文鱼可能含有传染性鲑鱼贫血症为由，全面禁止进口挪威部分地区产三文鱼；但4月时，挪威渔业大臣伊丽莎白·亚斯帕克称两国已达成协议，中国将接受挪威的检疫标准，同意继续进口其三文鱼产品。同年，中国主导的亚洲基础设施投资银行接受挪威成为其创始成员国之一。挪威驻华大使司文在接受中国媒体采访时也表示两国在环保、能源、北极事务等领域的合作仍在继续。但在政治外交领域，两国关系一直未有解冻迹象。
2016年初，台海两岸关系遭遇一系列风波不断发酵，台湾媒体三立新闻台报道称有台灣留學生收到挪威移民局回信，明确表示“挪威認為台灣是一個國家”，引发中国大陆方面舆论的不满。随后挪威外交部媒体负责人回应称挪威“坚持一个中国的立场”“不会改变”，将与移民局沟通此事。挪威驻上海总领事馆和驻华大使馆也先后发表微博表明立场。

### 2016年至今：恢复正常
2016年12月19日，挪威外交大臣博尔格·布兰德意外访华，期间与中国国务院总理李克强会面，还与中国外交部长王毅会谈。双方之后共同发表声明，恢复两国外交和政治关系正常化。两国的自由贸易协定谈判预计也将恢复。在会谈和声明中，挪威政府称“充分尊重中国的发展道路和社会制度”，将“全力避免双边关系今后受到损害”，还重申坚持一个中国政策，表示重视中国的核心利益和重大关切，不支持损害这些利益和关切的行为。声明中未提及诺贝尔和平奖、刘晓波和人权的相关内容。中国外交部则称挪威进行了“深刻反思”，双方就“汲取教训、恢复互信达成了重要共识”，希望两国关系“今后保持健康稳定发展”。
两国未解释为何在这一时间发表声明，但有分析认为此时恢复外交关系将重启自由贸易谈判，有利于两国的经济发展。挪威可以借此增加对华贸易，恢复三文鱼出口。两国声明发表后，挪威两大主要海产品公司克萊格海產和美威水產的股价都有明显上涨。中国也可以参与北冰洋的相关议题，通过北冰洋贸易航线加强与欧洲的联系。此外，《外交家》杂志指出，在同年11月当选为美国总统的唐纳德·川普对华态度强硬，曾多次发表争议言论，指责中国的货币、南海和“一个中国”政策，其分析认为中国政府在此时恢复与挪威关系是为了加强与其他西方国家的贸易联系，以防川普上任后中美关系遇冷和美国贸易保护政策损害中国经济。
2017年4月，挪威首相埃尔娜·索尔伯格访问中国，是挪威首相自2010年诺贝尔奖之后首次访华。索尔贝格访华期间与中国高层领导会面，重启两国的政治经济合作和自贸协定谈判。两国随后恢复了停滞多年的三文鱼进出口。
2017年6月，刘晓波确诊患有肝癌，欧盟、美国等各国施压中国政府要求其释放刘晓波出国就医，遭到中国拒绝，但挪威方面未发表意见。刘晓波于7月13日病逝，挪威首相对此仍然不作回应，仅有外交部发表简短声明称“心与刘晓波和他的家庭同在”。挪威政治学者认为其政府是因担忧两国关系再度恶化而刻意冷淡回应，称政府与中国相处“越来越理智”。但此举仍然遭到其国内广泛指责，索尔伯格甚至被挪威政界和人权运动界人士称为“耻辱”。挪威社会主义左翼党人士、大赦国际挪威前主管彼得·埃德（Petter Eide）认为挪威政府的政策使得中国已经不再尊重挪威。
2018年10月，挪威国王哈拉尔五世和挪威王后宋雅，对中国进行为期10天的国事访问，促进了两国关系的回暖。
2020年8月27日，中国外交部长王毅访问挪威，并同挪威外交大臣瑟雷德举行会谈，双方协定进一步加深两国的合作。
2022年4月28日，中国全国人大常委会委员长栗战书同挪威议长加拉哈尼举行视频会谈。
2022年9月5日，中国外交部副部长邓励同挪威外交部秘书长哈特莱姆以视频方式进行政治磋商。
2022年9月21日，中国外交部长王毅和挪威外交大臣维特费尔特在纽约出席联合国大会期间进行了会见。
2023年5月11日至12日，中国外交部长秦刚访问挪威。11日，秦刚在奥斯陆同挪威工商界代表举行座谈会。12日，秦刚分别受到挪威议会外交与国防事务委员会的议员，挪威首相约纳斯·加尔·斯特勒，挪威外交大臣维特费尔特的会见。并与挪威外交大臣维特费尔特共同举行记者会，宣布两国签署了新版《避免双重征税协定》，同时挪威纳入中国有关口岸城市72/144小时过境免签范围。

## 經貿關係
- 中国大陸到挪威的出口貿易[83]
- 挪威到中国大陸的出口貿易[84]

中国是挪威世界第三大进口来源国、第九大出口对象国，也是挪在亚洲地区最大的贸易伙伴。根據經濟複雜性研究中心網站上的數據，中国大陸在2012年出口了逾75億美元到挪威，貨物有機械設備、紡織品等；同年，挪威出口了逾27億美元到中国大陸，貨物有機械設備、化工產品等。2008年，两国还启动了自由贸易区谈判，原计划将成为中国与欧洲国家之间建立的首个自由贸易区。但2010年诺贝尔和平奖公布后，中国立即宣布将无限期中止谈判。直至2013年5月，两国才进行了关系恶化后的首次谈判，但未达成解决方案，亦未设定达成协议的具体期限。2016年两国恢复外交关系正常化后，自由贸易协定谈判也随之重启。

## 文化体育關係
1980年代起，两国开始展开文化合作和交流。挪威第二大城市卑尔根設有一所孔子学院，国家汉办曾向該学院派遣中文教师和武术教师各一名。挪威的奧斯陸大學設有中文學科，修讀的學生必須到北京大學留學半年，亦可自由決定在課程完結後到中國大陸或臺灣深造；挪威有學者撰寫了一本教授中文語法的教科書，該書曾在台灣被人盜版:41–42。中国北京外国语大学亦开设了挪威语专业。两国还曾共同举办“易卜生年”、“中国文化节”等文化交流活动。中国的首个北极科学考察站“黄河站”也建设在挪威的斯瓦尔巴群岛新奧爾松。中国作为欧洲非相干散射科学协会参与国之一，在挪威斯瓦尔巴建设了两座雷达，用于空间观测，由中方负责日常管理和维护。
挪威漢學研究的特色是把傳統的漢學與現代中國研究結合起來；當地有漢學家研究中華人民共和國教育和中国西南地区人民的民族認同，有漢學家翻譯《靈山》等中文小說，亦有學者研究紅學:42。
2010年两国关系恶化后，文化交流也相应遇冷。诺贝尔奖获奖者公布之后次日，中国即取消了挪威歌手亚历山大·雷巴克原定将于11月在北京进行的音乐剧演出，并向剧组表示“挪威人现在不能在中国演出”。同年在中国三亚举办的世界小姐选美比赛中，赛前的夺冠热门挪威小姐瑪麗安‧比姬達爾爆冷未进前五，也被指是北京当局和主办方对评委施压干预的结果。中国还增加了对两国之间的艺术科学交流活动的限制。挪威随后也撤回了对中方在挪威新建第三座空间观测雷达的许可，理由是该雷达可能被用于情报活动。
2011年，挪威国家图书馆在其藏品中发现一部失踪已久的中国1927年默片《盘丝洞》的绝版拷贝，包含中文和挪威文双语字幕。这部电影于1929年1月首次在挪威奥斯陆上映，是最早在挪威上映的中国影片，亦是中国电影史上的重要作品，是在世仅存的一部中国早期神怪电影。挪威国家图书馆对其修复之后，于2013年10月13日重新上映。之后挪威在2014年将这一拷贝归还给中国，交予中国电影资料馆。此举亦被认为是挪威在两国关系恶化后对中国表示善意修复关系的行动。2014年，挪威卑尔根KODE博物馆与中国企业家黄怒波达成协议，将馆藏的原属北京圆明园的七根柱子归还给中国，黄怒波则向该博物馆捐款1000万挪威克朗。挪威政府没有直接参与其中，但也希望能借此事改善对华关系。
2017年4月，中挪两国体育主管部门签署《中挪体育合作谅解备忘录》，两国于2018年起开展冬季体育项目的合作。中国派出冰雪项目集训队赴挪威训练比赛，挪威方面则提供教练和训练场地。截至2019年5月，中国共派出19批次395人次运动员，前往挪威7个城市训练。挪威29名教练参与训练，主要在越野滑雪、冬季两项、跳台滑雪、北欧两项等项目上为中国提供支持。2019年12月，挪威媒体报道称，在梅罗克训练的中国集训队三次要求当地图书馆下架与中国有关的争议图书，其中包括一本与法轮功相关的书籍。图书馆馆长安妮·马肯（Anne Marken）拒绝了这一要求，称“挪威有言论自由，这个问题不需要考虑。”

## 外部連結
- 中華人民共和國駐挪威王國大使館官方網站（简体中文）（英文）
  - 中華人民共和國駐挪威王國大使館經濟商務處官方網站（简体中文）
- 挪威駐華大使館官方網站（简体中文）（英文）
- 挪威駐上海總領事館官方網站（简体中文）（英文）
- 挪威駐廣州總領事館官方網站（简体中文）（英文）
- 挪威駐香港榮譽領事館官方網站（简体中文）（英文）